# الخضبة (بعدان)

تعديل مصدري - تعديل

الخضبة هي إحدى قرى عزلة دلال بمديرية بعدان التابعة لمحافظة إب، بلغ تعداد سكانها 335 نسمة حسب تعداد اليمن لعام 2004.